# Marc Cain
Die Marc Cain GmbH ist ein 1973 gegründetes deutsches Modeunternehmen mit Sitz in Bodelshausen im Landkreis Tübingen im Süden Baden-Württembergs.

## Unternehmensgeschichte
Das Unternehmen wurde 1973 von Helmut Schlotterer im italienischen Carpi gegründet. Der Name lässt sich zurückführen auf einen kanadischen Freund namens Marc Cain, den der Gründer und Inhaber Helmut Schlotterer Anfang der 1970er Jahre dort kennengelernt hatte. Der Stammsitz wurde dann wenige Jahre später nach Bodelshausen in Baden-Württemberg verlegt, wo das Unternehmen bis heute ansässig ist. Anfangs produzierte Marc Cain nur Strickwaren, später wurde ein Vollsortiment aufgebaut. Ein neues Logistikzentrum ist seit Frühjahr 2015 in Betrieb. Im Bereich Strick hat Marc Cain seinen Ursprung. Dieser zählt bis heute zu den Kernkompetenzen. Weiterhin typisch für Marc Cain sind Tierdrucke, die in jeder Marc-Cain-Kollektion zu finden sind und immer wieder in den Designs neu interpretiert werden.
2023 entschied Helmut Schlotterer, sein Betriebs- sowie Privatvermögen der Helmut Schlotterer Stiftung zu vermachen. Die Stimmrechte von Helmut Schlotterer sollen durch eine Mitarbeiterstiftung an die Mitarbeiter der Marc Cain GmbH übertragen werden.[veraltet]

## Kollektionen
Das Produktportfolio von Marc Cain umfasst Damenmode sowie Accessoires im Premiumsegment, unterteilt in verschiedene Labels:
- Marc Cain Collections – Damenmode und Kernlabel des Unternehmens seit 1981
- Marc Cain Sports – modische Sportswear-Kollektion seit 1999
- Marc Cain Essentials – wurde im Jahr 2012 eingeführt und umfasst zeitlose Klassiker
- Marc Cain Additions – seit 2015 eine Ergänzung zu den beiden Hauptlabels Collections und Sports mit wichtigen Bestsellern und Einzelteilen für den Handel
- Marc Cain Pants - Hosen für jeden Anlass und jede Silhouette seit 2023
- Marc Cain Glam - Label für Anlassmode ab der Saison Herbst/Winter 2024

## Produktion

### Strickerei
Der Strickmaschinenpark von Marc Cain gilt als der modernste in Europa. Bereits in den 1970er Jahren investierte Marc Cain in elektronisch gesteuerte Strickmaschinen und war damit ein Pionier in diesem Bereich. Ein Großteil der Strickwaren wird direkt in den Produktionsräumen am Standort Bodelshausen gefertigt. Die Produktion läuft werktags 24 Stunden im Dreischichtbetrieb.

### 3D-Strickverfahren

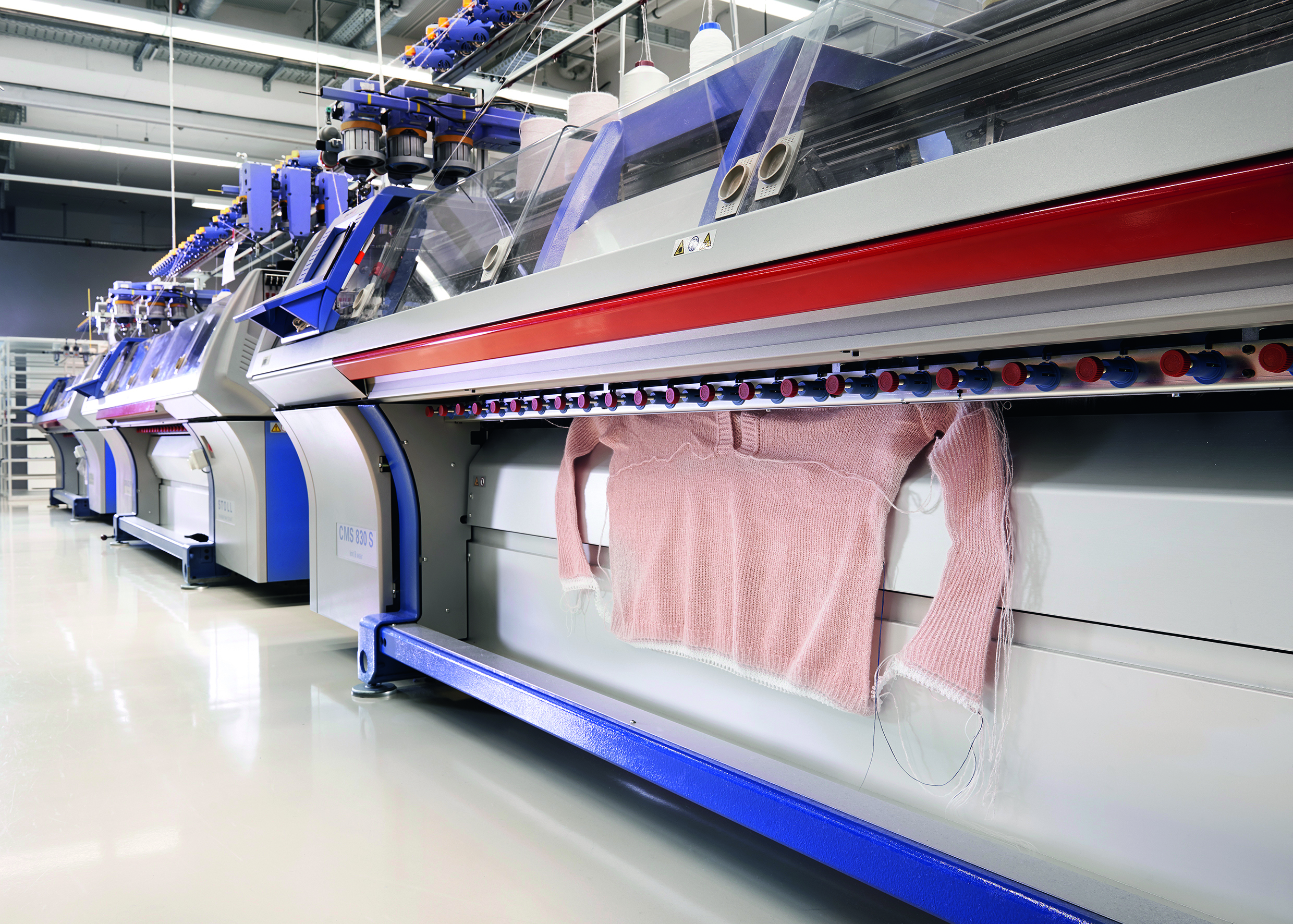
Marc Cain 3D Strickmaschine

Im Jahr 2013 wurde ein neues Verfahren eingeführt, das als „3-D Knit & Wear“ beschrieben wird. Dabei werden Kleidungsstücke (z. B. Pullover, Röcke, Strickjacken und -mäntel mit angestrickten Taschen) in einem 3D-Strickverfahren in einem Arbeitsschritt gestrickt, das heißt aus der Strickmaschine kommt ein fertiges Produkt. Möglich sind dabei unterschiedliche Dessins, von Glattstrick, Rippe, längs und quer gestrickt bis hin zum Zopfmuster in Handstrickoptik oder Jacquardmusterung, sowie Kombinationen von unterschiedlichen Strickarten. Die komplette Herstellung und Verarbeitung findet am Hauptsitz in Bodelshausen statt.

### Druckerei
Als einer der ersten in der Textilbranche hat sich Marc Cain 1998/1999 die damals neue Technologie des Digitaldrucks zu Nutzen gemacht. Als Wegbereiter der neuen Technik wurden alle Maschinen und Anlagen speziell für Marc Cain angefertigt und später weiter ausgebaut. Beim Digitaldruck können unterschiedliche Materialien wie z. B. Baumwolle, Leder, Leinen, Wolle oder Strickwaren direkt im Hauptsitz des Unternehmens bedruckt werden. Marc Cain verwendet dafür eigens angefertigte Reaktivfarbstoffe. Dies ist eine besondere Farbstoffklasse, mit der sich besonders strahlende, brillante Drucke erstellen lassen. Seit 2007 lässt sich Marc Cain seine Tinten exklusiv herstellen, eigens abgestimmt auf das interne Produktionsverfahren. Der Farbstoff liegt nicht nur auf der Faseroberfläche, sondern geht eine permanente Verbindung mit der Faser ein. Dadurch kann der Druck nicht reißen oder brechen und die Haptik der Strickware bleibt erhalten.

### Labor
Marc Cain verfügt über ein eigenes Labor zur Qualitätssicherung, in dem alle Materialien auf den Prüfstand kommen. Bei dem umfangreichen Prozess werden etwa 31.000 Prüfungen durchgeführt (unter anderem Pillingverhalten, Lichtechtheit, Wasserechtheit).

## Läden, Ausstellungsräume und Outlet-Verkäufe

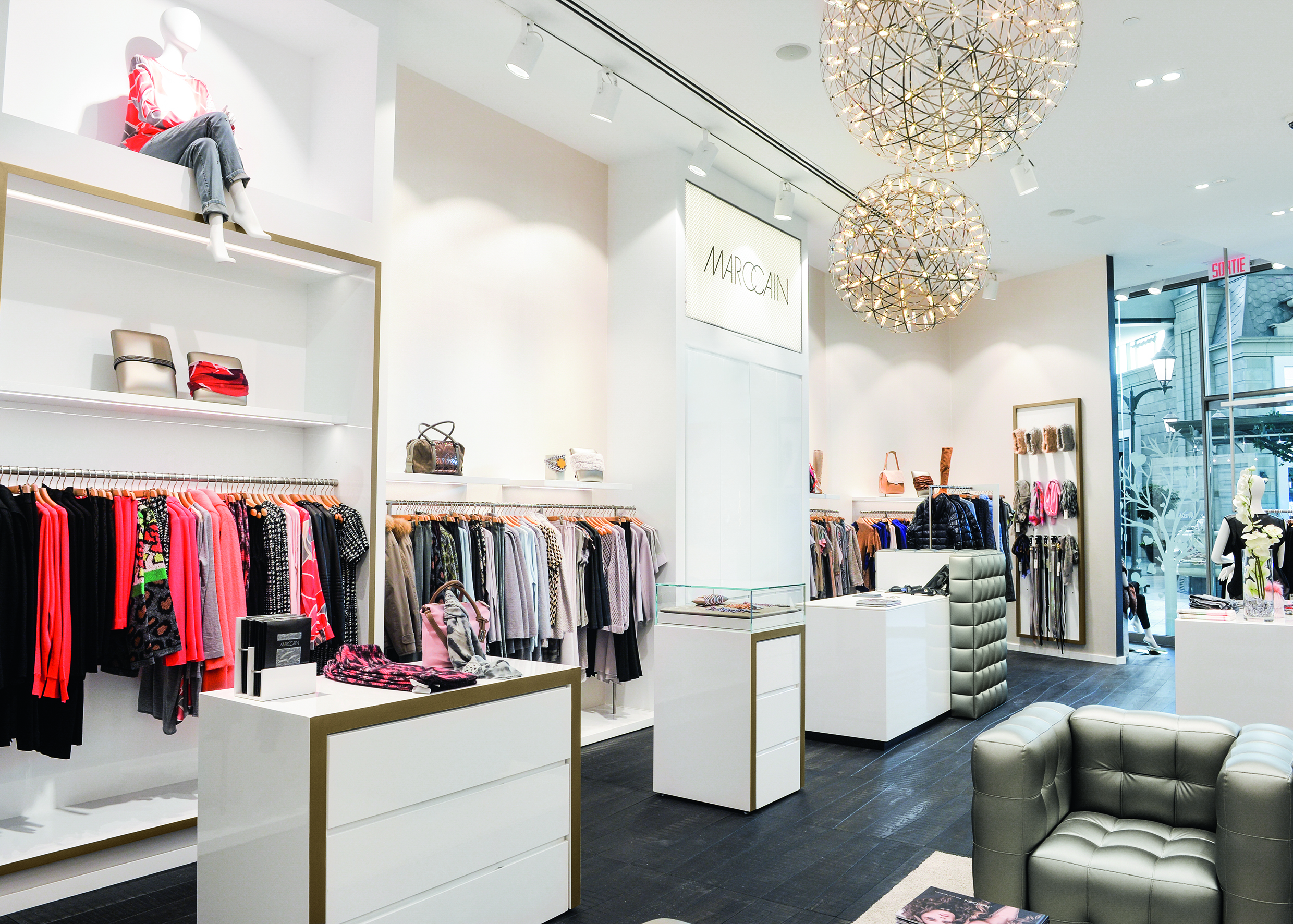
Innenbereich Marc Cain Store

Marc Cain ist in insgesamt 54 Ländern vertreten. Stand 2023 gibt es 139 Marc-Cain-Läden, 328 integrierte Ladengeschäfte, sowie 6 Outlet-Geschäfte. Ausstellungsräume des Modeunternehmens befinden sich in Alexandria (Australien), Amsterdam, Antwerpen, Bergheim (Salzburg), Berlin, Düsseldorf, Kilchberg (Zürich), Kopenhagen, London, Montreal, München, Paris, Sindelfingen. Seit 2011 betreibt Marc Cain außerdem einen Online-Shop, in dem sowohl die aktuellen Kollektionen als auch reduzierte Ware angeboten werden.

## Modenschauen und Kooperationen
Seit 2012 ist Marc Cain auf der Berlin Fashion Week vertreten. Mit der US-Schauspielerin Sarah Rafferty hat Marc Cain in der Vergangenheit verschiedene Wohltätigkeitskooperationen umgesetzt.
Marc Cain ist Teil der lange Modegeschichte des Pavillon des Drapiers in Paris.

## Auszeichnungen
Marc Cain wurde 2012 mit dem Forumspreis der TextilWirtschaft (Fachmagazin der Textilbranche) ausgezeichnet. Alle sieben Jahre wird dabei eine Marktstudie zur Imageanalyse verschiedener Modemarken veröffentlicht, bei der die 150 wichtigsten Mode-Einzelhändler in Deutschland befragt werden. Ende 2013 gewann Marc Cain den „Drapers Independant Award“ von der Fachzeitschrift Drapers aus Großbritannien in der Kategorie „Best Premium Brand of the Year“. Seit 2013 wurde Marc Cain zehnmal von der Zeitschrift freundin mit dem „freundin perfect piece award“ prämiert. Außerdem erhielt Marc Cain im Jahr 2016 als eines der innovativsten Unternehmen des Mittelstandes das Top 100-Siegel.

## Belege
1. 1 2  Marc Cain Factsheet 2018
2. ↑  Jenni Rieger, Nicole Florié SWR: Modemarke Marc Cain: Wie Mitarbeitende zu Unternehmern werden. Abgerufen am 7. Dezember 2023.
3. ↑  „Strick ist der Winter-Trend“ instyle.de, 13. November 2018
4. ↑  „3-D Knit & Wear aus dem Hause Marc Cain“ textilzeitung.at, 14. Oktober 2014
5. ↑  „Modedesigner Marc Cain“ fuersie.de, abgerufen am 24. April 2019
6. ↑  „Premium auf Knopfdruck“ textilwirtschaft.de, 11. Mai 2017
7. ↑  „Wie wird eigentlich ein Trend gestrickt?“ freundin.de, 10. Dezember 2013
8. ↑  „Alles kommt ans Licht“ marc-cain.com, 22. November 2016
9. ↑  FashionNetwork com DE: Marc Cain eröffnet Store in Madrid. Abgerufen am 24. April 2024.
10. ↑  „Suits Darstellerin Sarah Rafferty designt Tasche für Marc Cain“ vogue.de, 16. Januar 2019.
11. ↑  Marc Cain eine deutsche Marke in der langen Geschichte des Pavillon des Drapiers in Paris
12. ↑  „Für die moderne und modebewusste Frau“ swp.de, 23. Mai 2014
13. ↑  „Winners' breakfast – Drapers Awards“ drapersonline.com, 8. Januar 2015
14. ↑  „perfect piece 2019: Die Gewinner“ freundin.de, 1. Februar 2019
15. ↑  „Marc Cain unter Top 100 der Innovationselite“ textilzeitung.at, 4. August 2016.